# Pierre de Valetariis
Pierre de Valetariis (né  v. 1461 à Gênes et  mort en 1514 à Rome) est un prélat italo-français, évêque de Carpentras  au XVe siècle et au début du XVIe siècle. Il est allié aux papes Sixte IV et Jules II.

## Biographie
Le pape Léon X conféra la vice-légation d'Avignon à Pierre de Valetariis, évêque de Carpentras de 1483 à sa mort, et, en le faisant lieutenant du cardinal François Guillaume de Castelnau de Clermont-Lodève, légat pontifical d'Avignon, il le fit recteur du comtat Venaissin de 1513 à 1514.